# 安东诺夫农村居民点
安东诺夫农村居民点（俄语：Антоновское сельское поселение）是俄罗斯联邦伏尔加格勒州十月区所属的一个农村居民点。其下辖有1个居民点，行政中心为安东诺夫。据2016年统计，该农村居民点的人口为1583人。